# Trochosa insignis
Trochosa insignis là một loài nhện trong họ Lycosidae.
Loài này thuộc chi Trochosa. Trochosa insignis được Octavius Pickard-Cambridge miêu tả năm 1898.